# Prisma de Teto de Amici

Um desenho de um Prisma de Teto de Amici. Observe o "teto" na hipotenusa do prisma triangular.

Na ótica, um Prisma de Teto de Amici, inventado pelo astrônomo italiano Giovanni Battista Amici, é um tipo de prisma reflexivo utilizado para desviar um feixe de luz em 90° enquanto simultaneamente inverte a imagem; por esta razão, é amplamente utilizado em vários instrumentos óticos.
Este prisma reflexivo às vezes também é chamado simplesmente de "Prisma de Amici", mas não deve ser confundido com o Prisma Dispersivo de Amici, que também é chamado de "Prisma de Amici". Sendo este ultimo utilizado na fabricação de espectrômetros.

## Estrutura e funcionalidade
O Prisma de Teto de Amici tem a forma de um prisma reto comum, ou seja, uma forma de triângulo retângulo, tendo porém um "teto" no lado mais comprido (na "hipotenusa" do prisma), formado por duas faces perpendiculares se encontrando num ângulo de 90°.
É nas faces internas desse "teto" que a luz é invertida lateralmente pelo processo de reflexão total interna, logo imagem sai invertida, mantendo sua quiralidade. 
As superfícies do teto devem ser perfeitamente perpendiculares para evitar quebras na imagem. Mas podem ser revestidas com material reflexivo, sendo possível assim a fabricação de prismas com ângulos diferentes de 90°.

## Aplicações e prismas semelhantes

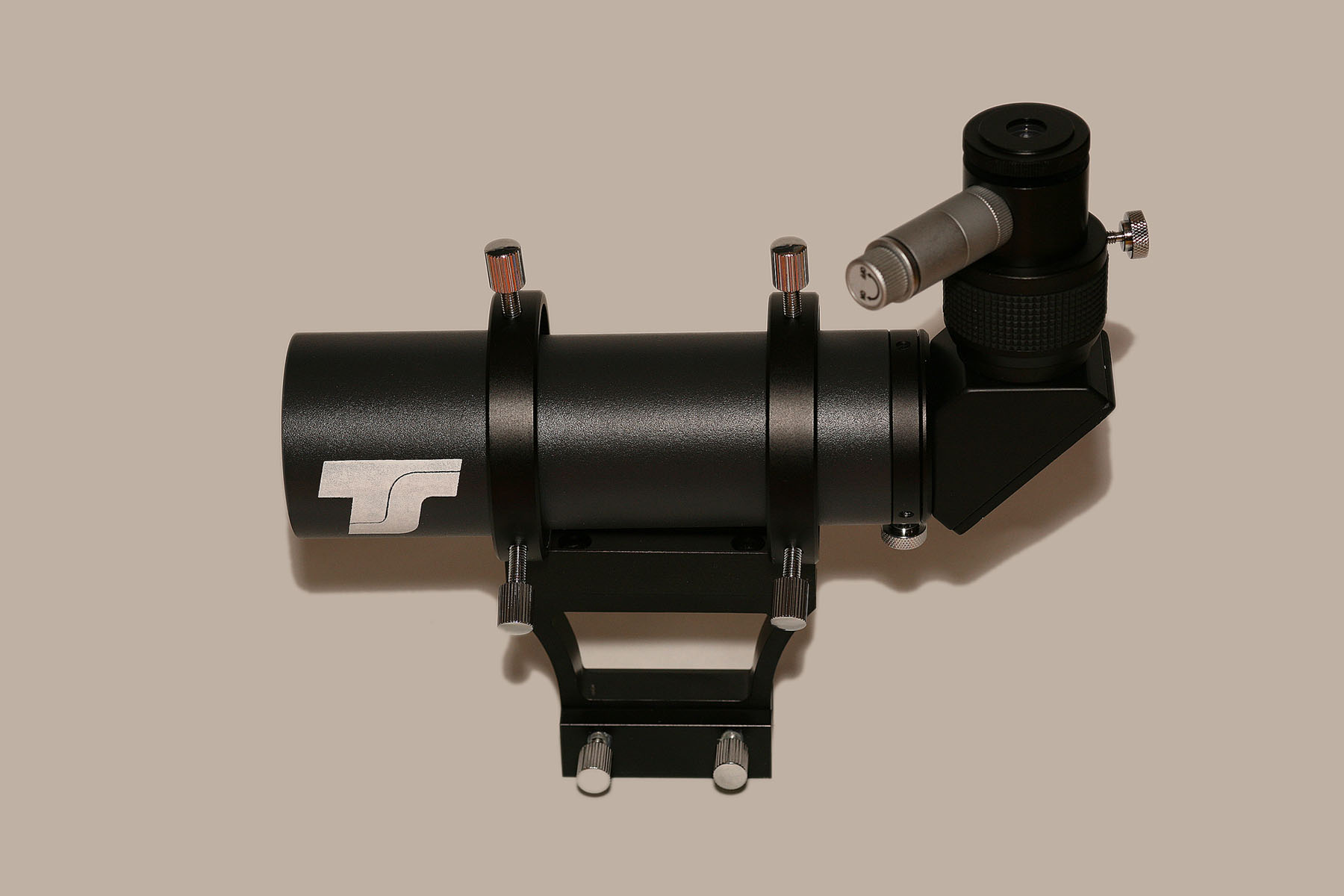
Diagonal de um telescópio equipado com um Prisma de Teto de Amici.

O uso mais amplo do Prisma de Teto de Amici é como corretor e diagonal em telescópios. A principal vantagem desse tipo de prisma é corrigir a orientação da imagem, dado que num refrator comum a imagem se forma invertida, tanto na vertical quanto horizontal, sendo assim o observador não só ficara mais confortável mas também poderá usar mapas celestes com maior facilidade. Em observação terrestre isso é mais vantajoso ainda, uma vez que a direção de movimento do instrumento corresponde a observada na ocular do telescópio. 
A maior desvantagem é que a luz atravessando o prisma esta suscetível a reflexos e aberrações óticas. E em grandes ampliações (>100×), a imagem gerada é cortada por uma linha de luz, gerada a partir da linha de união das duas superfícies do teto do prisma, portanto, esse tipo de prisma é recomendado para observações com baixa magnificação. 
Vários outros tipos de prisma são utilizados para o mesmo fim ou fins parecidos. Pentaprismas são utilizados particularmente  em câmeras SLR. Prismas Porro são frequentemente usados em binóculos.
Além dos citados, prismas Schmidt-Pechan, Abbe-Koenig e Uppendahl também se utilizam da lógica do teto para inversão da imagem.